# HR Carinae
HR Carinae é uma estrela supergigante azul variávellocalizada na constelação de Carina. Como esta estrela tem uma atmosfera em expansão é cercado por uma vasta nebulosa de material nuclear processado e ejectado nuclear. Esta estrela é uma das estrelas mais luminosas na Via Láctea. Tem grandes asas de emissão das linhas de Balmer. Uma distância de 5,4 kpc e uma magnitude bolométrica de -9,4 colocam RH Carinae entre as estrelas mais luminosas da Via lactea.

## Variação de Brilho
HR Carinae sofre variações espectrais aparentes relacionadas com as variações de luz de forma semelhante a outras variáveis luminosas azuis.

## Caracteristicas
HR Carinae é muito parecido com Eta Carinae. Ambas são estrelas variáveis azuis luminosas e são cercadas por material ejetado. A única diferença é sua massa.